# Niels Bruynseels
Niels Bruynseels (Duffel, 5 december 1983) is een Belgisch springruiter.

## Levensloop
Bruynseels groeide op in een gezin dat een handelsstal uitbaatte te Bonheiden. Op achtjarige leeftijd besteeg hij voor het eerst een paard, maar het zou duren tot 1997 alvorens Bruynseels een eerste maal deelnam aan een wedstrijd. Hij sloot zijn 'Your Riders'-periode af met een zilveren medaille met het Belgisch team (voorts bestaande uit Jan Motmans, Gudrun Patteet en Judy-Ann Melchior) op de Europese kampioenschappen jumping van 2004 te Vilamoura.
In 2007 werd hij een eerste maal Belgisch kampioen. In 2012 behaalde hij met het Belgisch team (voorts samengesteld uit Philippe Le Jeune, Dirk Demeersman en Grégory Wathelet) goud in de Nations Cup-manche te La Baule en in 2014 samen met Constant Van Paesschen, Ludo en Nicola Philippaerts in de WB-manche te Rome. Datzelfde jaar behaalden hij  tevens een tweede plaats in de Nations Cup-manches te Odense (samen met Donaat Brondeel, Kim Thiry en Christophe Vanderhasselt). In de finale van de Nations Cup te Barcelona behaalde hij met het Belgisch team (voorts samengesteld uit Olivier Philippaerts, Judy-Ann Melchior en Pieter Devos) dat jaar een vierde plaats. In 2015 behaalde hij met het Belgisch team (naast Bruynseels bestaande uit Pieter Devos, Jos Verlooy en Grégory Wathelet) de Nations Cup-wedstrijd te Sankt Gallen en werd hij (samen met Pieter Devos, Grégory Wathelet en Olivier Philippaerts) tweede te Lummen.
In 2016 behaalde Bruynseels met het Belgisch team zilver te Hickstead (samen met Olivier Philippaerts, Catherine Van Roosbroeck en Karel Cox) en brons te Sopot (samen met Jérôme Guéry, Karel Cox en Nicola Philippaerts) in de Nations Cup en in 2017 volgde een eerste groot individueel succes met een tweede plaats in de Longines GP, een wedstrijd te Mexico-Stad die deel uitmaakt van de Global Champions Tour (GCT). In het eindklassement van de GCT eindigde hij dat jaar op een tiende plaats. In 2018 maakte Bruynseels deel uit van het winnende Belgisch team in de Nation Cup-wedstrijden te Rotterdam (samen met Nicola Philippaerts, Jos Verlooy en Pieter Devos) en Sopot (samen met Olivier Philippaerts, Pieter Devos en Jérôme Guéry), alsook van de Belgische delegatie (voorts samengesteld uit Pieter Devos, Jos Verlooy en Nicola Philippaerts) die de finale te Barcelona won.